# Fregata magnífica
La fregata magnífica o fregata grossa (Fregata magnificens) és una espècie de fregata, molt estesa a l'Atlàntic en latituds tropicals, especialment a Florida, el Carib i Cap Verd.
La fregata magnífica té una longitud d'1 metre i una envergadura alar de més de 2 metres. Els mascles són negres i tenen el característic sac a la gola que s'infla amb un color vermell viu durant l'estació d'aparellament. Les femelles són negres, però tenen el pit blanc, igual que la part inferior lateral del coll, i tenen una banda marronosa a les ales.

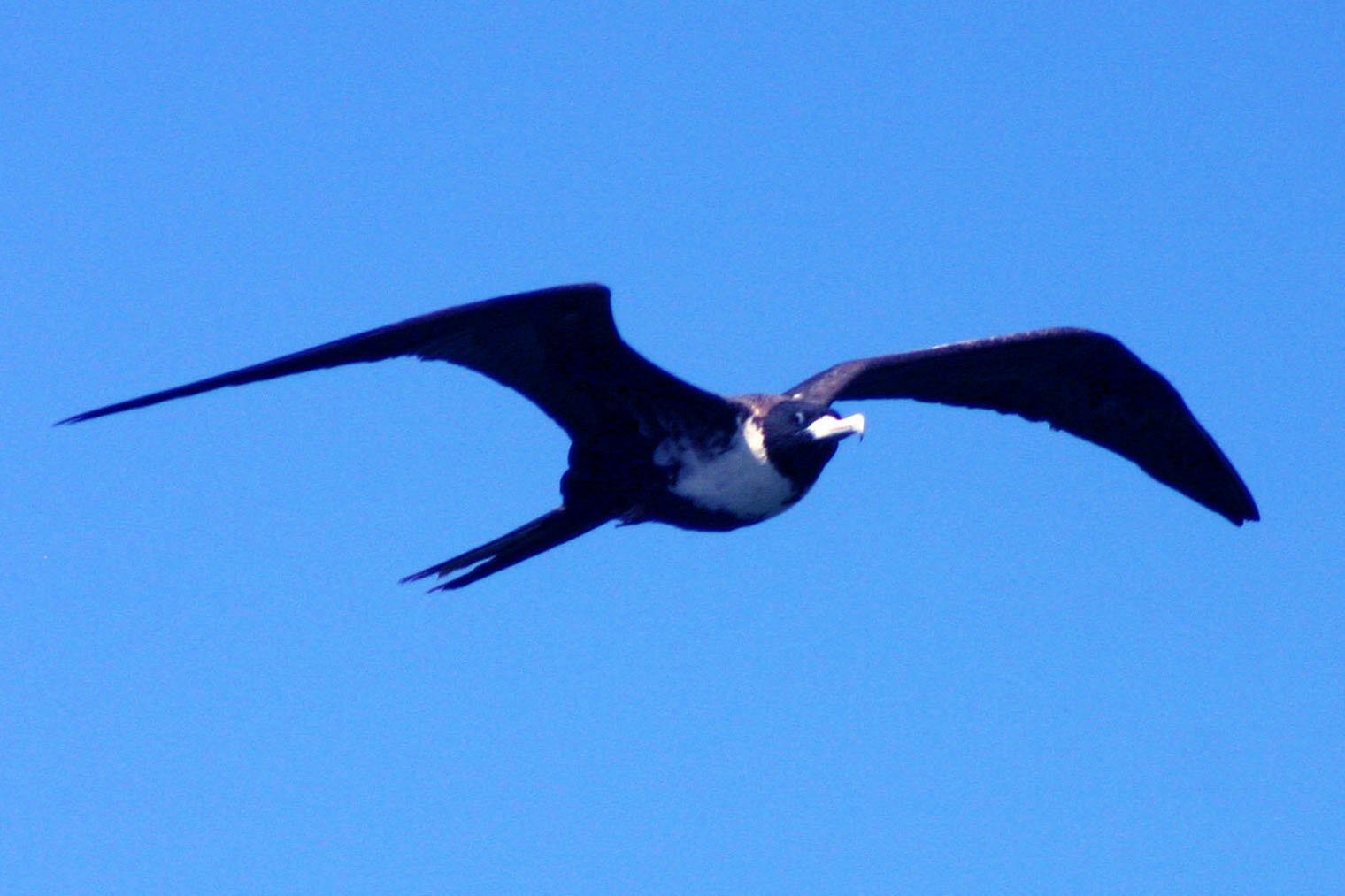
Illa d'Antigua, femení
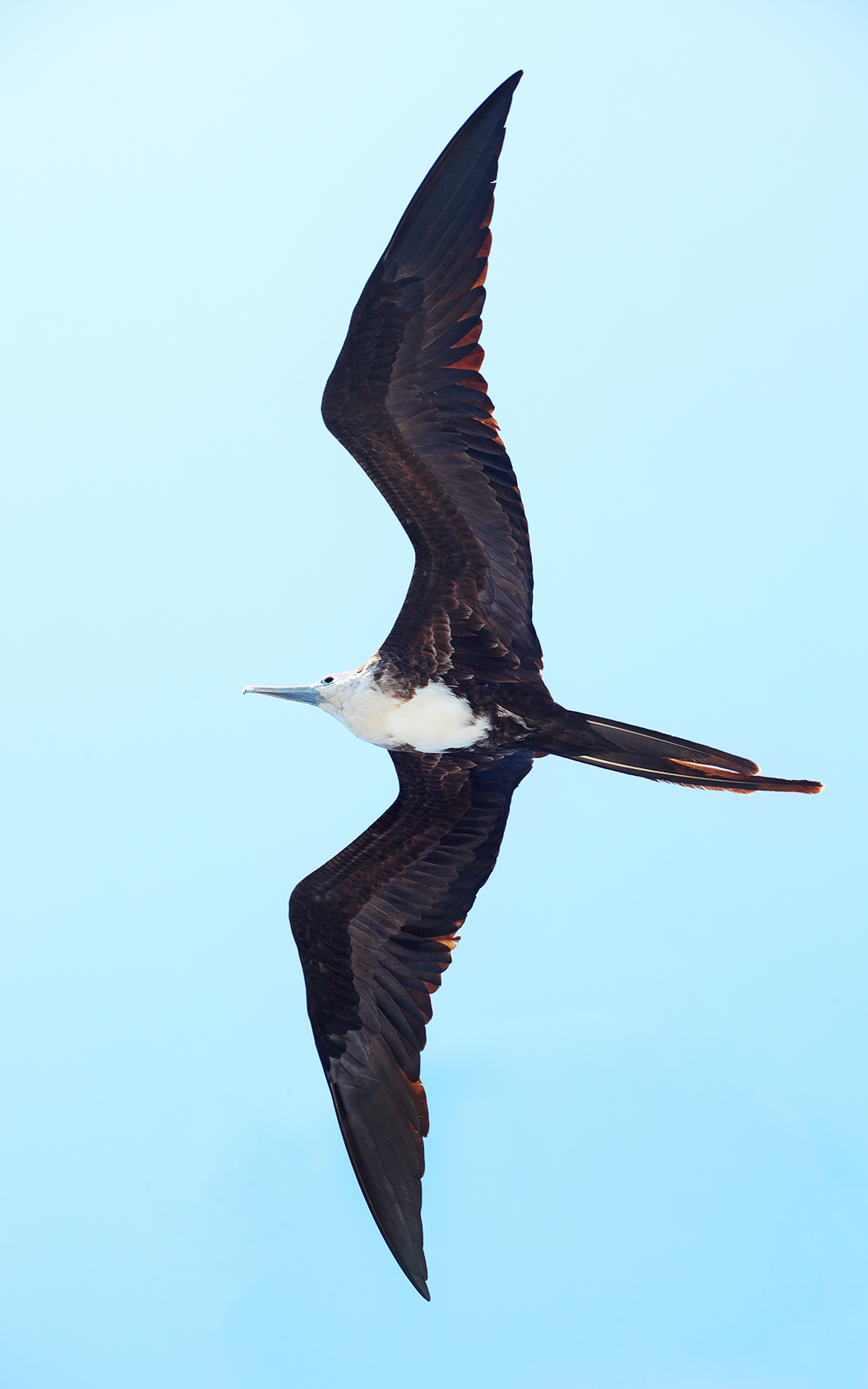
Illes Galápagos, juvenil
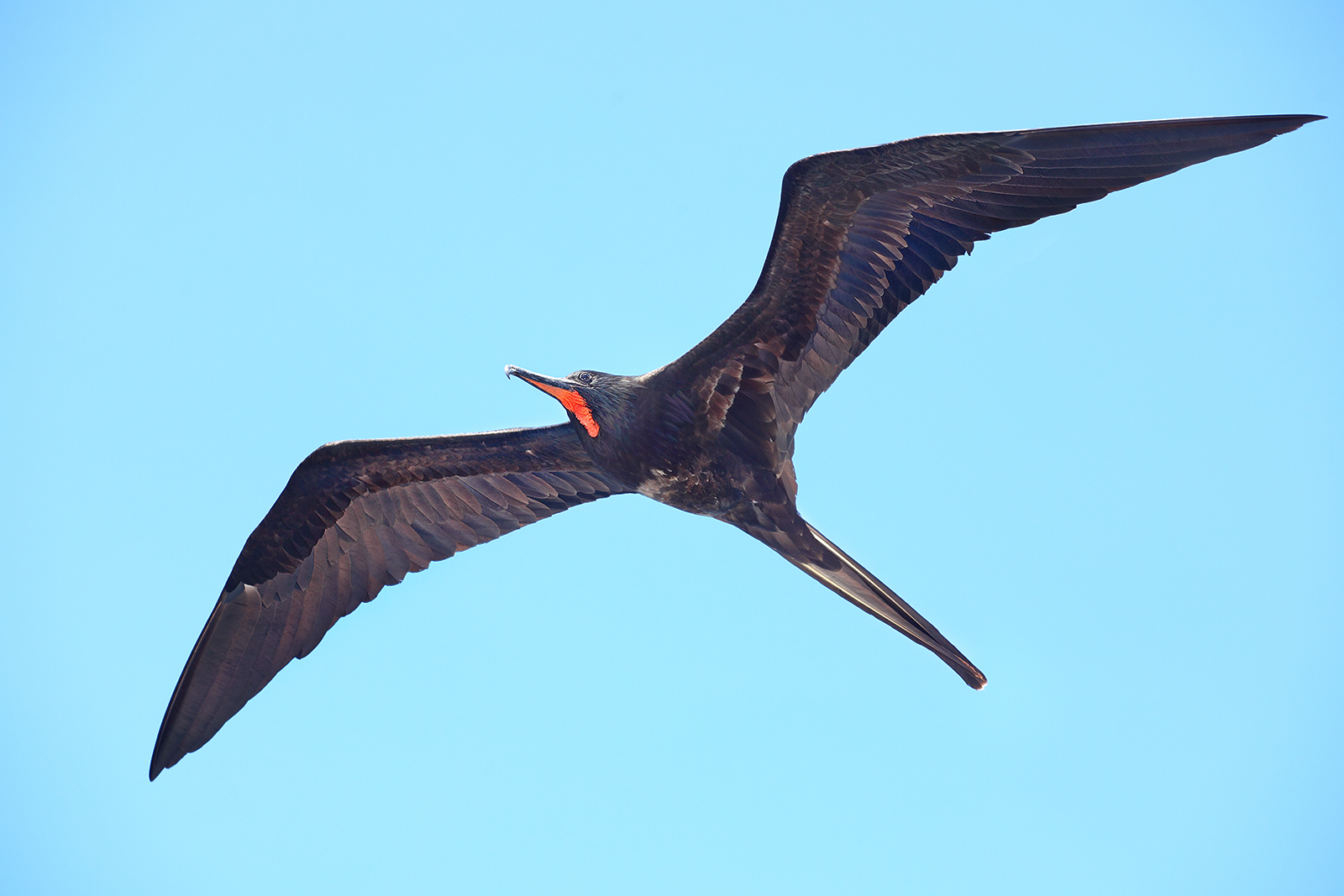
Illes Galápagos, mascle
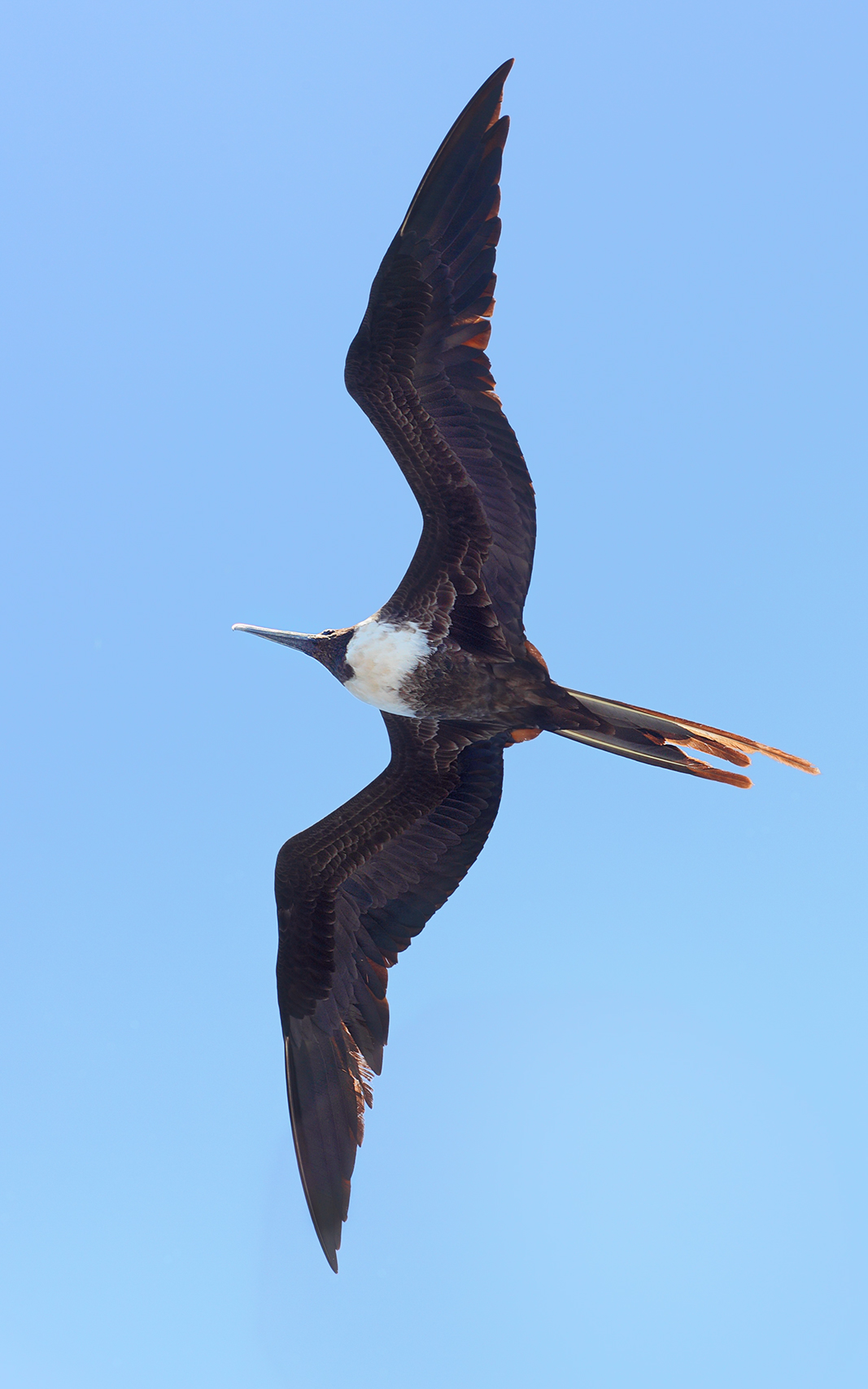
Illes Galápagos, femení
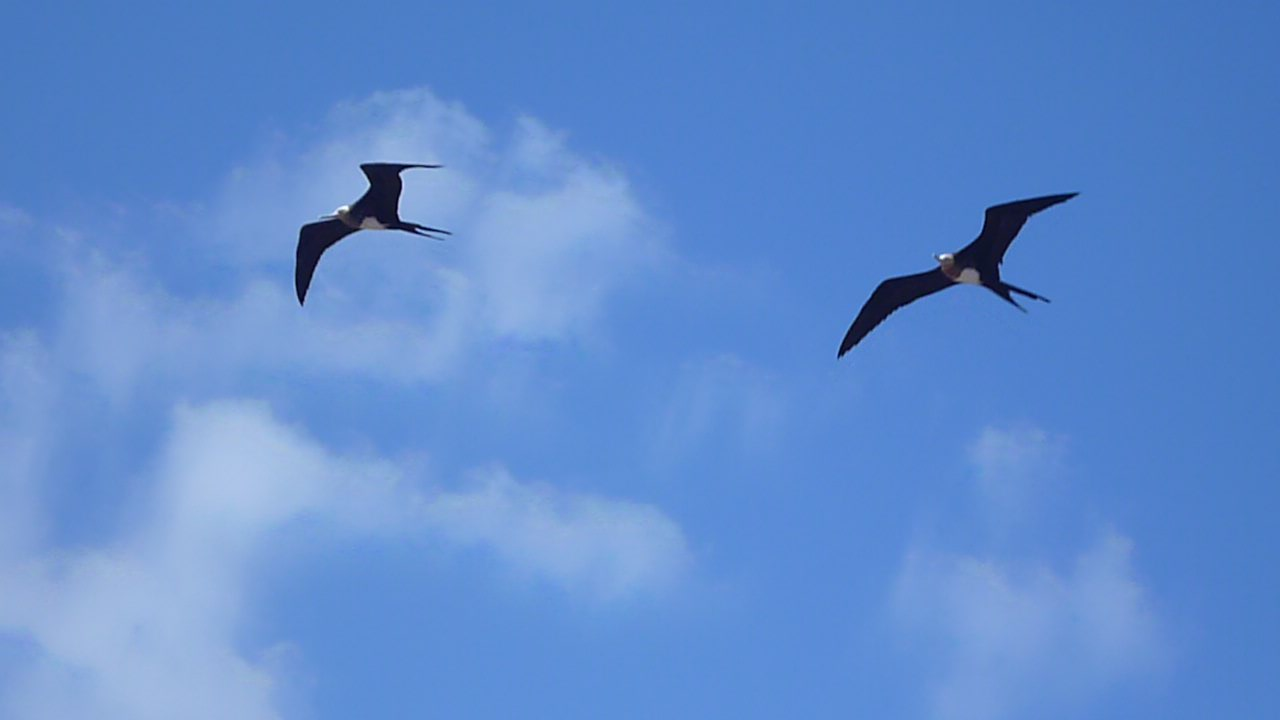
Illes Galápagos, dos al vol